# Antoine Leblond de Latour
Antoine Leblond de Latour est un peintre français né à Paris 1635, mort à Bordeaux le 9 décembre 1706.
Il est le fils d'Antoine Leblond, maître orfèvre et bourgeois de la ville de Paris et de Geneviève La Masson.
Il a épousé le 7 juin 1665, à Bordeaux, dans la paroisse de Saint-Maixent, Marie-Madeleine Robelin, fille de Jacques Robelin, architecte du roi.

## Biographie
Antoine Leblond de Latour arrive à Bordeaux en 1656 d'après Jean Delpit.
Le 6 juin 1665, Antoine Leblond de Latour prête « serment de peintre ordinaire de la ville au cas requis et accoustumé, au lieu et place de Philippe Deshays ». C'est la première mention du peintre à Bordeaux. Le peintre ordinaire de la ville est inscrit sur les comptes du trésorier de la ville parmi les menus officiers de l'Hôtel de ville. Il touche 120 livres par an pour « l'entretenement des tableaux ; 135 livres par an, pour trois portraits de jurats en long et 3 livres par 3 livres par écusson ou armoirie aux mai ». Les peintres de l'Hôtel de ville avaient pour tâche de faire les portraits des jurats entrant en charge, trois en pied et trois en buste, et d'entretenir les portraits des anciens jurats, ceux du roi et de la famille royale, fournir les peintures nécessaires aux fêtes officielles. Une grande quantité de ces tableaux ont été détruits au cours d'un incendie de l'Hôtel de ville, le 16 avril 1699.
Il a publié en 1669 Lettre du sieur Leblond de Latour à un de ses amis, contenant quelques instructions concernant la peinture ; dédiée à M de Boisgarnier, R. D. L. C. D. F. à Bourdeaux ; par Pierre du Coq imprimeur et libraire de l'Université. M. de Boisgarnier était un ami et protecteur de Leblond, amateur d'art à Bordeaux. Il avait été son témoin pour son mariage. Dans cette lettre il émet l'idée que la peinture est une sorte d'émanation de la puissance divine car c'est une création. Elle doit avoir pour objet de glorifier Dieu en représentant la beauté de ses créatures. Leblond est admirateur de la couleur et du Titien.
Il aurait été reçu par faveur à l'Académie royale de peinture et de sculpture de Paris le 1er août 1681 d'après J. Delpit. Mais on ne trouve parmi les membres de l'Académie royale de peinture et de sculpture qu'un Jean Leblond (né vers 1635, mort le 13 août 1709) qui serait un cousin. Il aurait été agréé par l'Académie des arts de Paris le 28 décembre 1682. 
Le 29 avril 1691, à la suite de la première réunion il est nommé premier professeur de l'École académique de Bordeaux. Le 13 août 1691, la Jurade de Bordeaux autorisa MM. Leblond de Latour, Fournier, et autres peintres et sculpteurs, d'établir une École académique à Bordeaux et leur concède une des salles du collège de Guyenne. Avec l'accord du principal du collège, les artistes bordelais s'organisèrent et invitèrent les jurats à assiter à une messe dans la chapelle du collège ce qui fut fait le 16 décembre. L'école est ouverte le 17 décembre 1691 avec un panneau au-dessus de l'entrée de la salle avec l'inscription Académie de peinture et de sculpture.

## Famille
Il est le père de :
- Louis Pierre Leblond de Latour (1673-1723), ingénieur en chef et lieutenant général de la Compagnie des Indes en Louisiane en 1719[4]
- Jacques Leblond de Latour (1671-1715), peintre, sculpteur, professeur de beaux-arts et prêtre au Québec où il serait arrivé en 1690[5],[6].
- Marc-Antoine Leblond de Latour (1668-1744), peintre de l'hôtel de ville de Bordeaux, en survivance de son père en 1690[7]. Il s'est marié avec Charlotte Renard. de ce mariage est né :
  - Marie Leblond, mariée à Charles Sermansan, dont est né :
    - Jeanne Sermansan, mariée avec Jean-Joseph Taillasson qui ont eu :
      - Jean-Joseph Taillasson (1745-1809), peintre à Paris.